# 毛承詔
毛承詔（？—1725年4月29日），和名摩文仁親方安政，琉球國第二尚氏王朝政治家、三司官。
毛承詔於康熙五十四年（1715年）以年頭使的身份出使薩摩藩，翌年歸國。雍正元年（1723年），未稟報重新丈量田地之事，毛承詔奉命出使薩摩藩。雍正元年癸卯十一月朔日（1723年11月28日）被任命為三司官。任內與攝政尚徹（北谷王子朝騎）以及三司官同僚馬獻圖（浦添親方良意）、向和聲（西平親方朝敘）一起主持對《中山世譜》的重新修訂。這個版本的《中山世譜》由國師蔡溫擔任纂修司，被稱為蔡溫本《中山世譜》。雍正三年乙巳三月十七日（1725年4月29日）卒。